# 이형진 (1912년)
이형진(李亨鎭, 1912년 2월 2일 - 1980년 12월 7일)은 강원 평창군 출신 대한민국 정치인이다. 제3대 국회의원을 역임하였다.

## 약력
- 춘천고등농업학교 농림과 졸업
- 국민회 평창군 부지부장
- 대한상이군인회 평창군 분회부 회장
- 평창농업고등학교 후원회장
- 평창금융조합장
- 자유당 평창군 당위원장
- 대한 금연 대의원

## 역대 선거 결과
|  | 19.69% |

|  | 47.63% |

|  | 35.33% |

|  | 3.20% |

## 참고자료
- 이형진 - 대한민국헌정회